# Сан Ђенезио (Торино)
Сан Ђенезио је насеље у Италији у округу Торино, региону Пијемонт.
Према процени из 2011. у насељу је живело 147 становника. Насеље се налази на надморској висини од 347 м.